# 103-й меридіан східної довготи
103-й меридіан східної довготи — лінія довготи, що лежить на 103 градуси східніше Гринвіцького меридіана. Вона проходить від Північного полюса через Північний Льодовитий океан, Азію, Індійський океан, Південний океан та Антарктиду до Південного полюса.
103-й меридіан східної довготи формує велике коло разом із 77-мим меридіаном західної довготи.

## Список географічних об'єктів, що перетинає 103° сх. д.
Починаючи на Північному полюсі та рухаючись до Південного полюса, 103-й меридіан східної довготи проходить через:
| Координати                                                   | Країна, територія або море | Примітки                                                                  |
| ------------------------------------------------------------ | -------------------------- | ------------------------------------------------------------------------- |
| 90°0′ пн. ш. 103°0′ сх. д. / 90.000° пн. ш. 103.000° сх. д.  | Північний Льодовитий океан |                                                                           |
| 80°18′ пн. ш. 103°0′ сх. д. / 80.300° пн. ш. 103.000° сх. д. | Море Лаптєвих              |                                                                           |
| 79°19′ пн. ш. 103°0′ сх. д. / 79.317° пн. ш. 103.000° сх. д. | Росія                      | Північна Земля — проходить через острів Більшовик                         |
| 78°11′ пн. ш. 103°0′ сх. д. / 78.183° пн. ш. 103.000° сх. д. | Карське море               |                                                                           |
| 77°33′ пн. ш. 103°0′ сх. д. / 77.550° пн. ш. 103.000° сх. д. | Росія                      |                                                                           |
| 50°18′ пн. ш. 103°0′ сх. д. / 50.300° пн. ш. 103.000° сх. д. | Монголія                   |                                                                           |
| 42°1′ пн. ш. 103°0′ сх. д. / 42.017° пн. ш. 103.000° сх. д.  | КНР                        | Внутрішня Монголія Ганьсу Цинхай Ганьсу Сичуань Юньнань Сичуань Юньнань   |
| 22°28′ пн. ш. 103°0′ сх. д. / 22.467° пн. ш. 103.000° сх. д. | В'єтнам                    |                                                                           |
| 21°4′ пн. ш. 103°0′ сх. д. / 21.067° пн. ш. 103.000° сх. д.  | Лаос                       |                                                                           |
| 17°59′ пн. ш. 103°0′ сх. д. / 17.983° пн. ш. 103.000° сх. д. | Таїланд                    |                                                                           |
| 14°13′ пн. ш. 103°0′ сх. д. / 14.217° пн. ш. 103.000° сх. д. | Камбоджа                   | Проходить через острів Конг[en]                                           |
| 11°15′ пн. ш. 103°0′ сх. д. / 11.250° пн. ш. 103.000° сх. д. | Сіамська затока            |                                                                           |
| 6°58′ пн. ш. 103°0′ сх. д. / 6.967° пн. ш. 103.000° сх. д.   | Південнокитайське море     |                                                                           |
| 5°48′ пн. ш. 103°0′ сх. д. / 5.800° пн. ш. 103.000° сх. д.   | Малайзія                   | Проходить через острів Реданг[en]                                         |
| 5°45′ пн. ш. 103°0′ сх. д. / 5.750° пн. ш. 103.000° сх. д.   | Сіамська затока            |                                                                           |
| 5°30′ пн. ш. 103°0′ сх. д. / 5.500° пн. ш. 103.000° сх. д.   | Малайзія                   | Проходить східніше Бату-Пахата[en]                                        |
| 1°45′ пн. ш. 103°0′ сх. д. / 1.750° пн. ш. 103.000° сх. д.   | Малаккська протока         |                                                                           |
| 1°4′ пн. ш. 103°0′ сх. д. / 1.067° пн. ш. 103.000° сх. д.    | Індонезія                  | Проходить через острови Рангсанг[en], Тебінг-Тінггі[en] та Суматра        |
| 4°31′ пд. ш. 103°0′ сх. д. / 4.517° пд. ш. 103.000° сх. д.   | Індійський океан           |                                                                           |
| 60°0′ пд. ш. 103°0′ сх. д. / 60.000° пд. ш. 103.000° сх. д.  | Південний океан            |                                                                           |
| 65°9′ пд. ш. 103°0′ сх. д. / 65.150° пд. ш. 103.000° сх. д.  | Антарктида                 | Проходить через Австралійську антарктичну територію (претендує Австралія) |